# John Fisher (1er baron Fisher)
Ne doit pas être confondu avec John Fisher.
Pour les articles homonymes, voir John Fisher (homonymie), Fisher et Arbuthnot.
John Arbuthnot « Jackie » Fisher, né le 25 janvier 1841 à Ramboda, Ceylan et mort le 10 juillet 1920, 1er baron Fisher, est un Admiral of the Fleet connu pour ses efforts pour réformer la force navale britannique.
Avec une carrière de près de 60 ans, il a une influence profonde sur l'évolution de la Royal Navy, et au-delà sur la marine mondiale. Il est souvent considéré comme le personnage le plus important de l'histoire navale du Royaume-Uni, après Nelson.

## Biographie
John Fisher entame une très longue carrière dans la marine britannique, qui lui vaudra le titre de 1er Lord de la Mer en 1905, après avoir obtenu le titre de Troisième Lord de la Mer en 1892, puis de Deuxième Lord de la Mer en 1902.
Il profite, en 1905, de son titre de 1er Lord de la Mer, pour revoir les budgets de la marine britannique tout en lançant deux projets navals qui lui étaient chers : d'une part, la réalisation industrielle des projets dreadnought, un cuirassé rapide et monocalibre, et croiseur de bataille, d'autre part le passage du charbon au mazout comme système de propulsion. En effet, le mazout présente un pouvoir énergétique plus puissant que le charbon, à volume égal ; cette innovation obligera Winston Churchill, Premier Lord de l'Amirauté, à créer l'Anglo-Persian Oil Company, en Iran, pour procurer du pétrole à la Royal Navy.
N'étant plus en activité de service depuis 1910, Fisher y est rappelé en novembre 1914, à la suite de la défaite de Cradock contre l'Allemand von Spee. Âgé de 73 ans, Fisher va opposer toute son expérience à l'audacieux amiral allemand. Instigateur du projet dreadnought, il devient aussi le premier à en récolter les fruits : en 1914, il est le commandant suprême d'une flotte britannique qui compte déjà 31 dreadnoughts, dont il imagina le nom à partir de l'expression « which dread nought » (en français : qui ne redoute rien).
Le 8 décembre 1914, il fait couler dans les eaux de Port-Stanley (Malouines) l'escadre de Von Spee, faisant preuve d'une grande intelligence stratégique (bataille des Falklands).

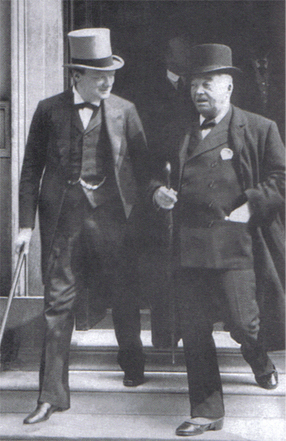
Winston Churchill et John Arbuthnot Fisher en 1913

Fisher se heurte violemment à Winston Churchill, Premier Lord de l'Amirauté, sur le projet de débarquement aux Dardanelles (Gallipoli), auquel il préfère un débarquement conjoint avec les Russes, sur les côtes allemandes de la mer Baltique. Il démissionne en mai 1915. C'était le désaccord stratégique de trop, avec un Churchill inflexible.
Il meurt en 1920.

## Sources
- (en) Cet article est partiellement ou en totalité issu de l’article de Wikipédia en anglais intitulé « John Fisher, 1st Baron Fisher » (voir la liste des auteurs).